# Juan José de Ceballos

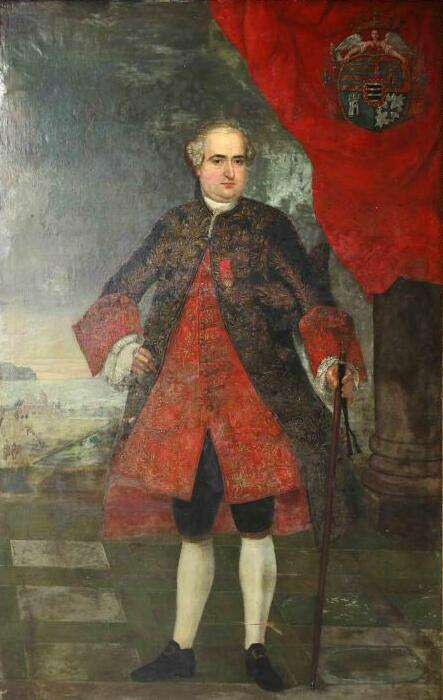
Juan José de Ceballos.

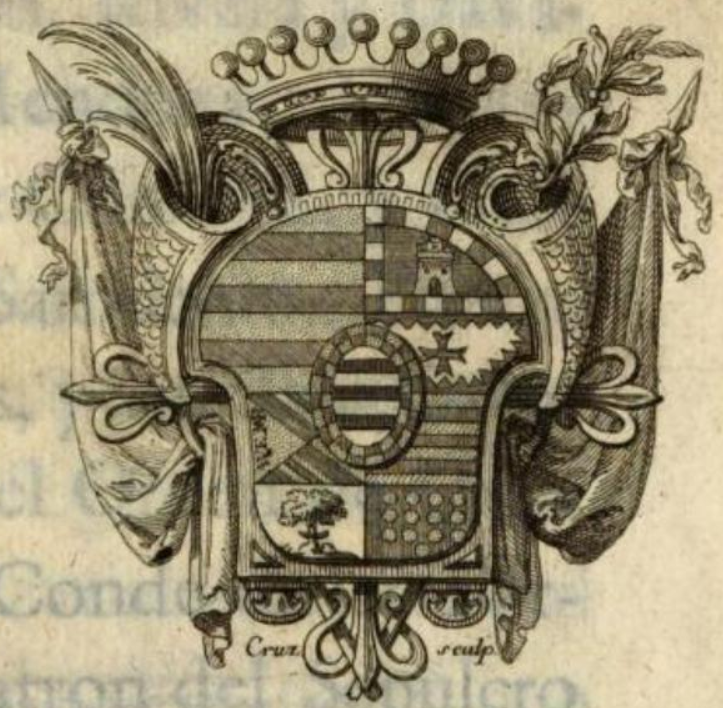
Escudo de Ceballos, en la portada de su información de servicios (año 1770).

Juan José de Ceballos Ribera y Dávalos, III conde de Santa Ana de las Torres fue un noble y militar español, natural del Virreinato del Perú.

## Biografía
Fue hijo de José Damián de Ceballos Guerra y Muñoz, magistrado y funcionario del Virreinato nacido en Somahoz, y Josefa Marcelina de Ceballos Ribera y Dávalos, II condesa de Santa Ana de las Torres y descendiente de Nicolás de Ribera el Viejo, conquistador y primer alcalde de Lima.
Tuvo carrera militar, siendo comandante de los Fusileros Reales de Lima, su ciudad natal. En la península fue mayordomo de semana de los reyes Felipe V y Fernando VI. Fue caballero de la Orden de Calatrava.
Por herencia de su familia paterna, heredó varios señoríos y mayorazgos en España, lo que le obligó a viajar varias veces a la metrópoli, alejándose de sus propiedades en Perú. Esto lo llevó a solicitar en 1749 el traslado del mayorazgo Dávalos de Ribera, que le venía por el lado materno, a España, pretendiendo vender sus propiedades en el Virreinato para establecer nuevamente el vínculo con propiedades en la península. Sin embargo, dada la negativa de su mujer de pasar a España con su hija (heredera del mayorazgo), y la oposición en Lima de la desaparición de un vínculo importante para el Virreinato, entre otras razones, se rechazó su petición.

## Matrimonio y descendencia
Contrajo matrimonio con Brianda, hija de Francisco de Saavedra y Cueva y Mariana de Bustillos y Cabrera.
- Nicolás, que luego que llegó a Madrid perdió el uso de la razón.[1][2]
- Juana de Ceballos y Saavedra, IV condesa de Santa Ana de las Torres. Casó con Juan Félix de Encalada y Tello de Guzmán y Torres Messía, IV marqués de Santiago. Con sucesión.